# Gustav Schreck
Gustav Schreck   (Zeulenroda, 8 de setembre de 1849 - Leipzig, 22 de gener de 1918) va ser un professor, compositor i director de música alemany de l'escola St. Thomas a Leipzig de 1893 a 1918.
Ensems que el batxillerat estudià música amb diversos professors particulars, i encara adolescent dirigí una societat coral. Després continuà els seus estudis en el Conservatori de Leipzig, i el 1871 fou nomenat professor de l'Escola de Música de Víborg (Finlàndia), on va romandre fins al 1874, i llavors s'establí definitivament a Leipzig. El 1887 aconseguí la plaça de teoria musical del Conservatori i el 1892 succeí a Wilhelm Rust com a cantor de la famosa escola de Sant Thomas.
Compositor fecund, de talent i de gran cultura, va produir nombroses obres en tots els gèneres, a excepció del dramàtic, que no va fer més que assajar. Cal mencionar:
- König Fjalar des Meeres, per a cor d'homes solos i orquestra;
- Der Falken-Reiner;
- Begrüssung des Meeres, per a cor d'homes, dos corns i piano;
- Christus der Auferstandene, oratori;
- Gott ist die Liebe, per a cor i orquestra;
- Salm 23, per a baríton, cor d'homes i orgue;
- Salvum fac regem, per a cor mixt i orquestra;
- Cantata' per al 500 aniversari de la fundació de la Universitat de Leipzig;
- Im Wald, per a tenor i orquestra;
- Pfingstgesang, per a cor de dones, orquestra de corda i orgue;
- Així com nombroses de música di càmera, lieder, cors, etc.

A més, va editar una sèrie d'obres vocals religioses que formen al repertori del cor de Sant Thomas.